# Ахмедов, Магомед Ахмедович
Магомед Ахмедович Ахмедов (13 ноября 1955, Гонода, Дагестанская АССР — 21 февраля 2023) — русский советский и дагестанский писатель, прозаик, поэт, переводчик, критик и публицист. Член Союза писателей СССР с 1984 года, секретарь Союза писателей России с 2018 года, председатель Союза писателей Республики Дагестан (2004—2023). Народный поэт Дагестана (2005). Лауреат Большой литературной премии России (2006) и Литературной премии имени Дельвига (2012), а также других литературных премий.

## Биография
Родился 13 ноября 1955 года в селе Гонода Гунибского района Дагестанской АССР.
После окончания Гонодинской средней школы в 1974 г. поступил в Литературный институт им. Максима Горького в Москве (поэтический семинар известного литературоведа  А. А. Михайлова.) и в 1979 г. окончил его с отличием. Во время учебы в Литинституте вел большую общественную работу: со студенческими агитбригадами побывал в Поволжье, на Северном флоте, в Германии (г. Лейпциг). 
После окончания литинститута работал редактором в Дагестанском книжном издательстве, оргсекретарем Правления Союза писателей Дагестана, ответсекретарем литературных журналов, секретарем Союза писателей Республики Дагестан, руководителем секции аварских писателей СП РД, главным редактором региональной газеты «Праведная мысль». 13 января 2004 года М. Ахмедов избран Председателем Правления Союза писателей Республики Дагестан, а в 2018 году избран членом Правления, а также секретарём Союза писателей России.
Член Союза писателей СССР с 1984 года. В 1979 году из под пера Ахмедова вышел первый поэтический сборник «Ночные письма» вышедшая на аварском языке в Дагестанском книжном издательстве. Поэтические сборники Ахмедова переводили на русский язык известные писатели такие как: С. А. Васильев, С. Ю. Куняев, А. В. Ерёменко, Ю. П. Кузнецов, Анатолий Аврутин и С. Ю. Соколкин. Литературные произведения Ахмедова печатались в таких известных литературных периодических изданиях как: «Литературная газета», «Литературная Россия», «Октябрь», «Наш современник» и «Дружба народов». О поэтических произведениях М. А. Ахмедова высоко оценивали такие мэтры в области литературы как: В. Г. Распутин, Л. А. Озеров, Р. Г. Гамзатов и А. А. Михайлов.
Стихи писал и публиковал со школьных лет. Первые произведения М. Ахмедова были напечатаны в 70-е годы XX века на страницах Гунибской районной газеты «Новый свет», в аварской республиканской газете «Красное знамя», альманахе «Дружба», позже – в Москве, в коллективных сборниках «Молодые голоса», «Тверской бульвар, 25», журнале «Литературная учеба». Первая книга стихов Магомеда Ахмедова «Ночные письма» вышла в 1979 году в Дагестанском книжном издательстве на аварском языке. Последующие издания поэта были выпущены как на родном языке: «Баллады времени» (Махачкала, 1982), «Стихи» (Махачкала, 1983), «Дни» (Махачкала, 1985), «Городские стихи» (Махачкала, 1989), «Годы» (Махачкала, 1993), «Поэт» (Махачкала, 2001), «Поэт и народ» (Махачкала, 2006), «Поэт и Родина» (Махачкала, 2007), «Поэт» (Махачкала, 2014), «Горящего сердца безрадостный вдох» (Махачкала, 2018), «Стихи, поднятые по тревоге» (Махачкала, 2022), так и в переводе на русский язык: «Строка» (Москва, 1983), «Пророк любви» (Москва, 1995), «Тайный час» (Москва, 2005), «Седина» (Москва, 2007), «Молитва и песня» (Москва, 2008), «Классические звезды» (Махачкала, 2008),  «Снег идёт в сердце моем» (Волгоград, 2013), «Граница столетий» (Махачкала, 2015), «Посох и чётки» (Москва, 2015), «Эпоха бездорожья» (Ярославль, 2017), «Птица сердца» (Астрахань, 2019), «Одинокий остров» (Москва, 2020), «Письмена» (Махачкала, 2022). Стихи и поэмы М. Ахмедова публиковались в республиканской и во всесоюзной периодической печати: журналах «Дружба народов», «Октябрь», «Наш современник», еженедельниках «Литературная газета» и «Литературная Россия». 
Магомед Ахмедов является лауреатом премий еженедельника «Литературная Россия» (1985, 2004) и общественной литературной премии им. Махмуда из Кахаб-Росо. Им переведены на аварский язык многие произведения А. Пушкина, А. Блока, В. Соколова, Н. Рубцова, Ю. Кузнецова, О. Чухонцева и многих других современных русских и дагестанских поэтов. Он создал литературные портреты выдающихся русских и дагестанских писателей от Пушкина до Батырая. 
М. Ахмедов принимал участие в Днях российской литературы в Орле, Калуге, Нижнем Новгороде, Саранске, Болдино, Михайловском, Пскове, Белгороде, Рязани, Волгограде и во многих северокавказских республиках. Он также принимал участие в Днях Дагестана в Санкт-Петербурге (2001) и возглавлял писательскую делегацию, принимавшую участие в Днях Дагестана в Москве (2008). 
В 2005 г. за большие заслуги в развитии дагестанской поэзии и многолетний добросовестный труд Указом Государственного Совета Республики Дагестан Магомеду Ахмедову присвоено почетное звание Народный поэт Дагестана. За личный вклад в отечественную многонациональную культуру и укрепление российской государственности он награжден медалью М.Ю. Лермонтова, учрежденной Всероссийским Лермонтовским комитетом (2005). В 2006 году за поэтическую книгу «Тайный час» М. Ахмедов был удостоен Большой литературной премии России, В 2008 году М. Ахмедову была присуждена главная литературная премия Международного фонда Р. Гамзатова. 
В 2009 году поэту была присуждена Госпремия РД в области литературы за книгу «Классические звёзды». Согласно Указу Президента РД М. Алиева, в 2009 году М. Ахмедов стал членом Общественной палаты РД 2-го состава. В 2012 году первым из национальных поэтов России М. Ахмедов «за стихи последних лет и переводы классиков русской поэзии на аварский язык» стал лауреатом Всероссийской Литературной премии имени Дельвига, а в 2013 – лауреатом Всероссийской литературной премии имени Н.С. Лескова «Очарованный странник». 
В 2015 году М. Ахмедов удостоен Международной литературной премии им. Сергея Есенина «О Русь, взмахни крылами».  М. Ахмедов награжден орденом «За заслуги перед Республикой Дагестан» (2015) и медалью «За доблестный труд» (2021). В 2018 г. стал победителем в конкурсе «Белые журавли России», итоги которого подводили в Москве в Центральном доме литераторов, жюри присудило победу в номинации «Лучший поэт».
Магомед Ахмедов ушел из жизни 21 февраля 2023 года. Похоронен в родовом селении Гонода Гунибского района Дагестана у подножия Седло-горы.

## Награды
- Орден «За заслуги перед Республикой Дагестан» (20 февраля 2015 года, Республика Дагестан) — за заслуги в области культуры и искусства, многолетнюю плодотворную деятельность[6]
- Медаль «За доблестный труд» (20 января 2021 года, Республика Дагестан) — заслуги перед Республикой Дагестан, достигнутые трудовые успехи и активную общественную деятельность[7].
- Народный поэт Дагестана (2005)

### Премии
- Литературная премия имени Дельвига (2012 — «за стихи последних лет и переводы классиков русской поэзии на аварский язык»[8])
- Государственная премия Республики Дагестан в области литературы (2009 — за книгу «Классические звезды»[9])
- Республиканская премия Дагестана имени Расула Гамзатова (2008 — за поэтическую трилогию «Тайный час», «Седина», «Молитва и Песня»)
- Премия еженедельника «Литературная Россия» (1985, 2004)
- Большая литературная премия России (2006 — «За книгу стихов „Тайный час“»[10])
- Всероссийская литературная премия имени Н. С. Лескова в номинации Лучшее произведение литературы народов России (2012 — «За книгу „Классические звёзды“»[11])